# Li Han-hsiang
Pour les articles homonymes, voir Li.
Li Han-hsiang  (李翰祥 en chinois) (7 mars 1926 à Jinxi - 17 décembre 1996 à Pékin) est un réalisateur hongkongais. Il est un des plus importants réalisateurs du cinéma de Hong Kong. Il est surtout connu pour ses drames historiques et ses comédies érotiques.

## Biographie
Cinéaste sous contrat à la Shaw Brothers, il obtient son premier grand succès en 1958 avec le film musical Diau Charn qui lance la vogue du huangmei diao à Hong Kong, et enchaîne ensuite les succès pendant quelques années, notamment avec The Love Eterne en 1963. Trois de ses films sont sélectionnés en compétition à Cannes au cours de cette période : The Magnificent Concubine, L'Ombre enchanteresse et La Reine diabolique.
Après 1963, il quitte la Shaw Brothers en mauvais termes et poursuit sa carrière à Taïwan où il fonde une société de production avec le soutien de la rivale de la Shaw, la société MP&GI. Il y obtient un succès commercial et critique en 1966 avec The Beauty of Beauties mais sa compagnie fait ensuite faillite. Il entre par ailleurs en conflit avec les autorités de l'île et se voit interdit de sortie du territoire ; il profite finalement d'une autorisation de séjour au Japon accordée pour un tournage pour quitter Taïwan et retourne à Hong Kong en 1970.
Il fonde alors une nouvelle société et change de stratégie en tournant une comédie érotique à petit budget, The Legends of Cheating, qui remporte un grand succès commercial en étant la première comédie à dépasser le million de dollars de bénéfice ; il tourne rapidement deux autres volets de cette Cheating Trilogy.
Le succès de The Legends of Cheating lui permet de rejoindre à nouveau la Shaw en 1972 ; il tourne alors surtout une série de comédies érotiques et devient à nouveau un pilier de la Shaw dont le succès commence à décliner et qui subit la concurrence de la Golden Harvest. Il révèle ainsi celui qui deviendra une mégastar de la comédie cantonaise, Michel Hui, dans The Warlord. Ces succès lui permettent de renouer avec les fresques historiques à partir du milieu des années 1970.
L'ouverture de la République populaire de Chine au début des années 1980 ouvre aux réalisateurs hongkongais de nouvelles perspectives en leur permettant de tourner dans les monuments historiques jusqu'alors inaccessibles, tels que la Cité Interdite. En 1982 Li réalise ainsi à Pékin deux co-productions sino-hongkongaises, Reign Behind a Curtain et Burning of Imperial Palace, dont le succès lui permet de revenir aux drames historiques tout en continuant à réaliser des films érotiques.
Il rédige ses mémoires intitulés Passing Flickers, qui est aussi le titre d'un film consacré à l'univers des plateaux de cinéma et comparé à ce titre à La Nuit américaine.
Il meurt d'une crise cardiaque.

## Hommage
Une rétrospective en six films lui est consacrée au Festival des trois continents 2016.

## Filmographie

### Réalisateur
| - 1956 : Beyond the Blue Horizon - 1956 : Red Bloom in the Snow - 1957 : He Has Taken Him for Another - 1957 : A Mellow Spring - 1957 : Little Angel of the Streets - 1957 : Lady in Distress - 1957 : A Mating Story - 1958 : The Blessed Family - 1958 : Dan Fung Street - 1958 : The Angel - 1958 : Diau Charn - 1958 : The Adventure of the 13th Sister - 1959 : Love Letter Murder - 1959 : The Kingdom and the Beauty (Jiang shan mei ren) - 1959 : Rear Entrance - 1960 : L'Ombre enchanteresse (The Enchanting Shadow), en compétition au Festival de Cannes 1960 - 1960 : The Pistol - 1962 : La Concubine magnifique, Grand Prix de la Commission Supérieure Technique au festival de Cannes 1962 - 1963 : The Adulteress - 1963 : La Reine diabolique (Wu Ze Tian), en compétition au Festival de Cannes 1963 - 1963 : The Love Eterne - 1963 : Seven Fairies - 1963 : Return of the Phoenix - 1964 : The Coin - 1964 : Trouble on the Wedding Night - 1964 : Beyond the Great Wall - 1965 : Beauty of Beauties - 1965 : Dodder Flower - 1966 : The 14th Daughter of Hsin Family - 1967 : Commander Underground - 1968 : Love Is More Intoxicating Than Wine - 1968 : The Dawn - 1969 : The Winter - 1970 : Four Moods - 1970 : A Tale of Ghost and Fox - 1971 : The Story of Ti-Ying - 1971 : Legends of Cheating - 1972 : Legends of Lust - 1972 : The Warlord - 1972 : The Admired Girl - 1972 : Cheating in Panorama | - 1973 : Facets of Love - 1973 : Tales of Larceny - 1973 : The Happiest Moment - 1973 : Illicit Desire - 1973 : Cheat to Cheat - 1974 : Sinful Confession - 1974 : Scandal - 1974 : The Golden Lotus - 1975 : Forbidden Tales of Two Cities - 1975 : Cixi, l'Impératrice douairière - 1975 : That's Adultery! - 1976 : Love Swindler - 1976 : Crazy Sex - 1976 : Wedding Nights - 1976 : The Last Tempest - 1977 : The Mad Monk - 1977 : Le Rêve dans le pavillon rouge (The Dream of the Red Chamber) - 1977 : The Adventures of Emperor Chien Lung - 1977 : Moods of Love - 1978 : Hello Sexy Late Homecomers - 1978 : The Voyage of Emperor Chien Lung - 1978 : Sensual Pleasures - 1979 : Return of the Dead - 1979 : The Ghost Story - 1979 : The Scandalous Warlord - 1980 : Emperor Chien Lung and the Beauty - 1980 : The Tiger and the Widow - 1982 : Tiger Killer - 1982 : Passing Flickers - 1982 : The Emperor and the Minister - 1983 : Reign Behind a Curtain - 1983 : The Burning of the Imperial Palace - 1983 : Take Care, Your Majesty! - 1987 : La Dernière Impératrice - 1988 : Snuff Bottle - 1989 : The Empress Dowager - 1991 : Dun Huang Tales of the Night - 1991 : The Golden Lotus "Love and Desire" - 1991 : Madame Bamboo - 1994 : The Amorous Lotus Pan - 1994 : Lover's Lover |

## Prix
- 1958 : 5 prix (dont celui du meilleur réalisateur) au 5e Asian Film Festival pour Diau Charn
- 1962 : Grand prix de la C.S.T. au Festival de Cannes 1962 pour The Magnificent Concubine.
- 1963 : meilleur film au Golden Horse Film Festival pour The Love Eterne
- 1966 : meilleur film, meilleur réalisateur au Golden Horse Film Festival pour The Beauty of Beauties[6]

## Nominations
- 1960 : en compétition pour la Palme d'or pour L'Ombre enchanteresse